# Camaldulenzerkerk (Warschau)
De Camaldulenzerkerk of Onze-Lieve-Vrouw-Onbevlekt-Ontvangenkerk (Pools: Kościół Niepokalanego Poczęcia Najświętszej Marii Panny) is een kloosterkerk van de Camaldulenzerorde in het Bielańskibos aan de noordrand van Warschau. De barokke kerk werd gebouwd tussen 1669 en 1710. De kerk werd gesticht door monniken van de Camaldulenzerorde uit de Camaldulenzerkerk, nabij Krakau. De kerk werd waarschijnlijk door architect Izydor Affaita ontworpen.

## Geschiedenis

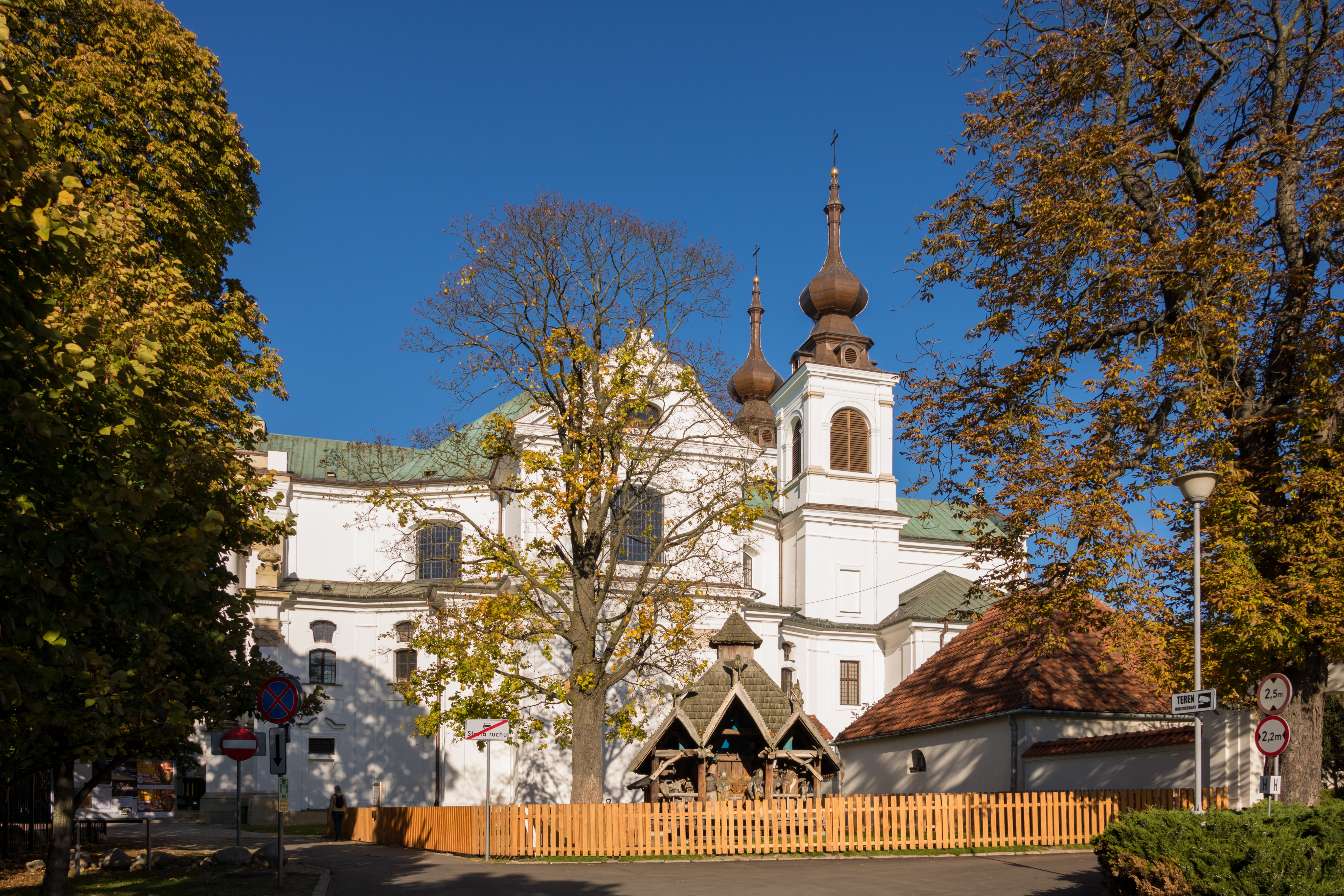
Zijaanzicht van de kerk

De voorganger van de huidige kerk werd gesticht door koning Wladislaus Wasa uit dankbaarheid voor God, wegens zijn verkiezing als Kieskoning van Polen-Litouwen en de winst in de Smolenskoorlog om de toenmalige Litouwse stad Smolensk.Beide gebeurtenissen vonden plaats in 1632. Een stad waar al eerder om gevochten was in de Eerste Pools-Russische Oorlog en waar zijn vader koning Sigismund III van Polen al eerder uit dankbaarheid voor God, wegens het terugveroveren van die stad op de Russen de Sint-Antoniuskerk in de binnenstad van Warschau liet bouwen.
De kloosterkerk en het nabij gelegen camaldulenzerklooster werden in barokke stijl herbouwd tussen 1669 en 1710 en gesticht als dochterklooster door de monniken vanuit Camaldulenzerklooster in Krakau. In de Warschause kerk wordt het urn met het hart van Koning Michaël van Polen bewaard en is Stanisław Staszic er begraven. Na de Poolse delingenen de Januariopstand in 1864 in de voormalige gebieden in Polen-Litouwen moesten de camaldulenzermonniken het klooster verlaten. In de jaren daarna namen de Russische autoriteiten een aantal van de gebouwen over. De russen introduceerden een verbod op toelating van nieuwe monniken. Daarna werden de kerk en de kluizen overgenomen door het Russische Rode Kruis. In 1905 werd een parochie gecreëerd en de kerk gerenoveerd. Na Ruslands terugtrekking uit Warschau in 1914 werden de oude kloostergebouwen, een weeshuis en gerund door nonnen .De Kloostergebouwen worden tegenwoordig door de Kardinaal Stefan-Wyszyński-universiteit uit Warschau gebruikt. Nabij de kerk zijn 13 kluizen te vinden.